# Missionshuset Bethesda
 For alternative betydninger, se Bethesda.
Missionshuset Bethesda, Rømersgade 17 ud til Israels Plads, er et missionshus og boghandel i København opkaldt efter Bethesda Dam i Jerusalem. Bygningen er opført 1881-82 og indviet 26. september 1882 af Københavns Indre Mission for 266.620 kr. (1906-kroner) med grund og inventar efter tegning af Ludvig Knudsen. Husets dekoration er udført af Johan N. Schrøder.
Det er bygget i nyromansk stil på granitsokkel af røde mursten og består af et stort midterparti med gavl og to smalle sidebygninger. Det indeholder i kælderen bl.a. en vestibule og en mindre sal kaldet Dammen, i stuen en stor vestibule, en lille sal kaldet Konventsalen og en 160 m2 stor sal kaldet Billedsalen. 1. sal indeholder festsalen som udgør hele bygningen plan udgår en eneste sal på 31 x 13 m og 8,5 m høj, med gallerier på de 3 sider. 
Bygningen blev renoveret i 1999. Indtil renoveringen i 1999 var der et hævet parti med talerstol ved bagvæggen. Over talerstolen hang det store maleri (292 x 355 cm) af Carl Bloch med motivet: Jesus helbreder den syge ved Bethesda. Dette blev solgt i 2002 til Brigham Young University Museum of Art, Provo, USA for 3,5 millioner kroner, pengene skulle bruges til renovering af Bethesda. Oprindeligt hang dette maleri i Billedsalen. 
I venstre sidebygning lå Bethesdas Boghandel frem til 15. september 2019, hvor den lukkede. Huset rummer i 2025 Internationalt Kristent Center København, der varetager Indre Missions tværkulturelle arbejde, har faste undervisnings-, fritids- og mødeaktiviteter for foreningen Københavns Indre Mission, og udlejer lokaler til foreninger.